# Philodromus generalii
Philodromus generalii es una especie de araña cangrejo del género Philodromus, familia Philodromidae. Fue descrita científicamente por Canestrini en 1868.